# チキンスープ

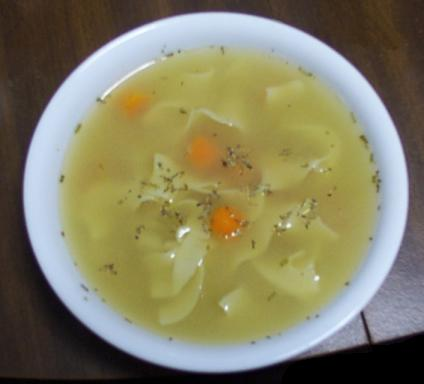
手作りチキンヌードルスープ

チキンスープ（英語: chicken soup）は、チキンブイヨンを用いて作られるスープである。鶏を使ったスープは世界各地に存在し、具は地域によって異なる。

## 米国のチキンスープ
アメリカ合衆国では一般的に鶏肉の切り身、ニンジン、タマネギ、セロリから作られ、塩と胡椒で味をつける。鶏卵をつなぎとしたエッグヌードルという麺が入るとチキンヌードルスープと呼ばれる。調理しやすく、比較的安く、栄養に富み、消化しやすいため、病人食や風邪の民間療法として伝統的に用いられ、俗に「ユダヤ人のペニシリン」とも呼ばれる。多くのヨーロッパ系アメリカ人のおふくろの味の一つである。

### チキンブイヨン
1881 Household Cyclopediaは、チキンブイヨンの作り方について以下のように説明している。
上質なやわらかい鶏肉を選び、細部まできれいにし、4分割して、水2800cc、米あるいは精白丸麦大さじ2杯、食塩少々とともにスープ鍋に入れる。弱火で煮込み、灰汁は取り除く。灰汁が出きったところで鶏肉を皿に取り出し、パセリを2枚分かけ、溶かしバターをかけて食べる。スープは陶製のふたつき深皿にいれ、温かいままテーブルへ運ぶ。

## チキンスープと健康
ネブラスカ大学医療センター（オマハ市）の呼吸器病学教授のスティーヴン・レナードとそのチームによる研究により、伝統的なチキンスープに含まれる特有な栄養素とビタミンの組み合わせが一部の白血球の活動を抑えることができることがわかり、この民間伝承には科学的な根拠があることが示された。解熱鎮痛効果があるとされ、仮説ながらも症状の緩和につながるとされる。博士らの研究は科学雑誌Chest2000年10月号1150~1157ページに"Chicken Soup Inhibits Neutrophil Chemotaxis In Vitro"の題で掲載された。しかしこれはコントロールドテストではなく、チキンスープがこれらの症状に最もよい料理であるという証明ではない。
ハーバード大学医学部によると、温かいチキンスープを飲むと、風邪や鼻づまりを改善し、症状を和らげることができるそうである。また、鶏肉そのものに含まれる動物性タンパク質は、脳の健康に良いとされている。

## 雑学
- "The Chicken Soup"はミネソタ州ミネアポリス市にあるアメリカ合衆国最初の託児所であり、生後6ヵ月から12歳までの軽い病気の子供を預かる施設である。
- "chicken soup casualty"（チキンスープ戦線離脱者）とは、一、二日中の休息で戦線復帰が可能な軽度の戦争神経症患者のことである。母親のチキンスープで治りそうな、という意味がこめられている。
- モチベーショナルスピーカーのジャック・キャンフィールドとマーク・ヴィクター・ハンセンは"Chicken Soup for the Soul";邦題は「こころのチキンスープ」という本のシリーズの刊行や、講演を行っている。日本版は、出版時にベストセラーとなった。

## 世界のチキンスープ
- ソトアヤム（インドネシア、シンガポール、マレーシア）
- 水炊き（日本） - 中国もしくは欧州（直接的にはオランダ）のチキンスープが原型と見られている。
- サムゲタン（韓国）
- アヒアコ（コロンビア）